# John Ainsworth-Davis
John Ainsworth-Davis (23. dubna 1895 – 3. ledna 1976) byl velšský atlet. Narodil se ve městě Aberystwyth na jihu Walesu. V roce 1920 se zúčastnil letních olympijských her v Antverpách v běžecké štafetě na 4 × 400 m. V této kategorii zde také jeho oddíl získal s časem 3,22.2 zlatou medaili. Rovněž se zde účastnil běhu na 400 m, ve kterém skončil na pátém místě. Po roce 1920 závodil zřídka, věnoval se hlavně své lékařské kariéře. Tomu se věnoval i během druhé světové války, kdy byl vedoucím chirurgického oddělení cosfordské nemocnice v RAF. Zemřel ve vesnici Stockland v anglickém hrabství Devon ve věku 80 let.